# Hưu trí

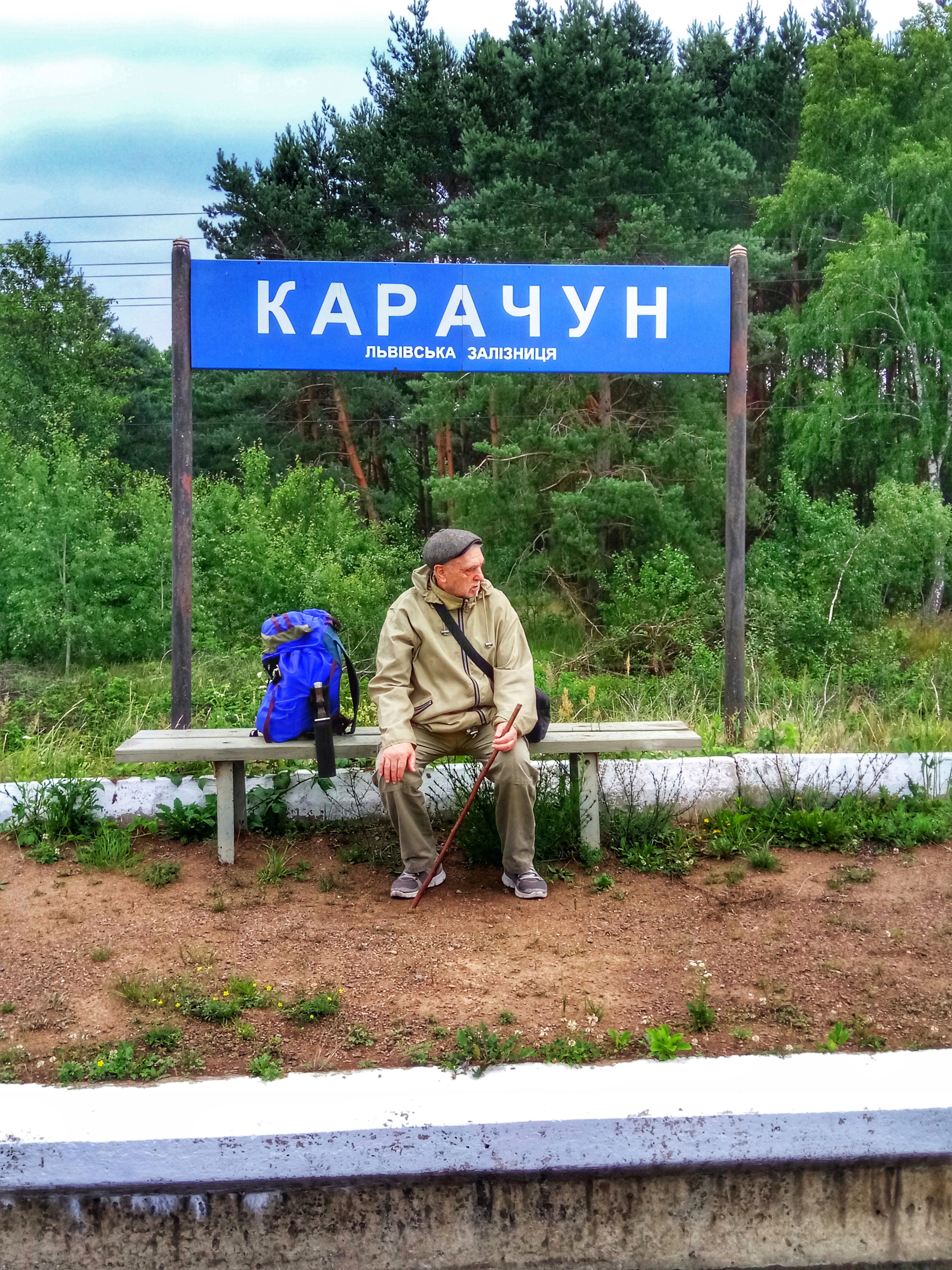
Một ông lão hưu trí ở Ukraina

Hưu trí là tên gọi chỉ chung cho những người đã về hưu hoặc nghỉ hưu theo chế độ và được hưởng các chế độ bảo hiểm xã hội. Hưu trí thường là người già, người có thâm niên công tác nhất định (ngoại trừ một số trường hợp nhà nước cho nghỉ mất sức vì thực hiện các công việc nặng nhọc, độc hại...). Theo quy định pháp luật một số nước như ở Việt Nam thì độ tuổi để về hưu gồm đối với nam là 60 tuổi, nữ là 55 tuổi. Nếu đạt độ tuổi này cộng với thời gian công tác và thời gian đóng bảo hiểm xã hội thì những người về hưu sẽ được hưởng một khoản tiền trợ cấp cho đến khi chết gọi là lương hưu. Mức hưởng tối đã là 75% lương cơ bản hoặc lương được nhận (tùy ngành nghề). Ở Việt Nam, từ 01 tháng 1 năm 2021, tuổi nghỉ hưu của người lao động trong điều kiện lao động bình thường là đủ 60 tuổi 03 tháng đối với lao động nam và đủ 55 tuổi 04 tháng đối với lao động nữ; sau đó, cứ mỗi năm tăng thêm 03 tháng đối với lao động nam và 04 tháng đối với lao động nữ.